# Dermatobranchus rubidus
Dermatobranchus rubidus is een slakkensoort uit de familie van de Arminidae. De wetenschappelijke naam van de soort is voor het eerst geldig gepubliceerd in 1852 door Gould.